# Orzesznica leszczynowa
Orzesznica leszczynowa, orzesznica (Muscardinus avellanarius) – gatunek niewielkiego, rudego gryzonia z rodziny popielicowatych, jedynego żyjącego współcześnie przedstawiciela rodzaju orzesznica (Muscardinus), mieszkającego w lasach. Żywi się orzechami, jagodami i żołędziami.

## Nazewnictwo
W polskiej literaturze zoologicznej gatunek Muscardinus avellanarius był oznaczany nazwą „orzesznica”. W wydanej w 2015 roku przez Muzeum i Instytut Zoologii Polskiej Akademii Nauk publikacji „Polskie nazewnictwo ssaków świata” gatunkowi nadano nazwę „orzesznica leszczynowa”, rezerwując nazwę „orzesznica” dla rodzaju tych gryzoni.

## Wygląd
Długość ciała 6–9 cm, długość ogona 5–8 cm, masa ciała 9–23 g. Grzbiet ma brązowo-szary ubarwienie rude, spód ciała jest kremowy. Przejście między tymi barwami jest stopniowe.

## Występowanie
Orzesznica leszczynowa występuje od Wielkiej Brytanii poprzez Francję aż do zachodniej Rosji. Na północy zamieszkuje tylko południową część Szwecji. W Polsce być może występuje na całym jej terytorium, ale najliczniejsza jest w południowo-wschodniej i południowej części kraju; brak jest jakichkolwiek znanych stanowisk (również historycznych) z Pomorza Środkowego i Pomorza Gdańskiego. Lokalnie może być gatunkiem bardzo rzadkim – w środkowej Wielkopolsce znane jest tylko jedno stanowisko tego gatunku w okolicach Promna.

## Siedlisko
Występuje głównie w lasach i większych zadrzewieniach, szczególnie preferuje zarośla leszczynowe. W lasach przebywa najczęściej w warstwie podszytu.

## Tryb życia
Prowadzi nocny tryb życia. W dzień przebywa w wybudowanych przez siebie gniazdach. Buduje dwa rodzaje gniazd. Jedno z nich to gniazdo lęgowe. Ma ono jedno tylko wejście, jest umieszczone nisko nad ziemią w gęstych krzakach i miękko wyścielone. Drugi typ gniazda służy jej jako dzienna kryjówka. Jest ono zbudowane mniej starannie i umieszczone wyżej. Na zimę zapada w sen zimowy, trwający od października do początku kwietnia. Żywi się przede wszystkim pokarmem roślinnym – jagodami i innymi owocami, żołędziami, orzechami, nasionami buka. Oprócz tego zjada też pewne ilości owadów.

## Rozród
Ciąża trwa około 4 tygodnie. W ciągu roku samica rodzi 2 mioty, w każdym od 1 do 7 młodych. Młode rodzą się ślepe, oczy otwierają dopiero po 18 dniach, Mlekiem matki żywią się przez miesiąc, a usamodzielniają się po 6 tygodniach. Żyją 3–4 lata.

## Ochrona
W Polsce podlega ścisłej ochronie gatunkowej.